# Frein à l'endettement
Un frein à l'endettement est un dispositif juridique qui restreint de manière automatique les dépenses publiques. Son objectif est de garantir un équilibrage des finances publiques sur un cycle économique complet. Ces dispositifs ont été adoptés dans quelques pays européens, dont notamment en Suisse en 2000, et en Allemagne en 2016.

## Concept
Un frein à l'endettement est une réglementation publique qui détermine, de manière absolue ou relative, l'augmentation maximale de la dette publique ou le niveau maximal de déficit public. Le frein peut être mis à jour, notamment à la fin d'un cycle économique. Un frein à l'endettement permet de prévenir des déséquilibres financiers publics trop importants, et ainsi, freiner l'augmentation de la dette publique.
Le frein à l'endettement est de nature austéritaire lorsqu'il empêche l'État de mettre en place une politique budgétaire contra-cyclique. Les freins à l'endettement qui ont été adoptés jusqu'à présent ont toutefois été configurés dans le but de garantir une politique budgétaire contracyclique et autoriser des déficits conjoncturels lors des phases de crise économique et de récession.
En 2021, environ 90 pays ont mis en place un mécanisme de restriction d'endettement ou un frein à l'endettement.

## Effets
Une étude réalisée par la Banque de France en 2021 montre qu'entre 1970 et 2018, les pays soumis à des règles budgétaires strictes, ou un frein à l'endettement, ont « une performance significativement meilleure après de tels chocs exogènes que les pays sans règles ». Cela se manifeste particulièrement dans la croissance du produit intérieur brut et dans la consommation des ménages.

## Pays

### Allemagne
En raison d'un endettement au-dessus des 60 % maximums prévus dans le Traité de Maastricht, causé principalement par les paiements forts pour l'Allemagne de l'Est après la réunification, le gouvernement allemand avait décidé d'introduire un frein à l'endettement ; en 2009 il était approuvé par le Bundestag et le Bundesrat avec une majorité de deux tiers. Cette décision devait mener à des budgets publics sans déficits structurels (Länder) ou un déficit très limité (0,35 % du PIB pour l'État fédéral). Pour l'introduction d'un frein à l'endettement un changement constitutionnel était nécessaire : le frein d'endettement était alors fixé par l'article 109 paragraphe 3 de la Loi fondamentale. Entre-temps, quelques Länder ont adopté le Frein d'endettement dans leurs constitutions régionales. Avec le frein d'endettement, le déficit structurel fédéral, et non le déficit conjoncturel, ne doit plus surmonter 0,35 % du PIB à partir de 2016. Pour les Länder, des déficits structurels sont complètement interdits à partir de 2020, avec pour seules exceptions des désastres naturels ou des récessions fortes. L'Allemagne a réalisé des excédents budgétaires sur l'ensemble de l'État à partir de 2012 et était capable de réduire ses dettes de 82,5 % à 74,8 % du PIB. L’Allemagne a réussi à réaliser un excédent budgétaire de 11,9 milliards d’euros, soit 0,4 % du PIB, en 2014. Cela signifie que la dette de l’Allemagne ne grossit plus mais au contraire désormais se rétracte.

### Suède
La Suède a lancé un processus de restructuration des finances publiques en 1994 et a mis en place un mécanisme de frein à l'endettement, renforcé en 2008 par des critères plus stricts. En 1996 la dette publique suédoise atteignant les 73,3 % du PIB, en 2013 elle était ramenée à 40,6 %.

### Suisse
Le frein à l'endettement est approuvé par le Conseil fédéral le 5 juillet 2000. Ce mécanisme, destiné à gérer les finances de la Confédération et à contenir l'évolution de l'endettement, entre en vigueur en 2003. Il a été validé par le peuple suisse et les cantons en votation le 2 décembre 2001. Il est ancré dans la Constitution,.
C'est un instrument légal de gestion publique qui prescrit, selon la conjoncture économique, de présenter soit des excédents soit des déficits budgétaires. Le montant des dépenses ne doit pas excéder celui des recettes sur l'ensemble d'un cycle conjoncturel. Il autorise les déficits car ils sont compensés par l'excédent de recettes lors d'un même cycle, en maintenant le plafond des dépenses en dessous des recettes à l'aide d'un facteur conjoncturel. Ce facteur conjoncturel est déterminé par une méthode de calcul.
Ce système permet ainsi d'éviter que le frein à l'endettement ne joue un rôle pro-cyclique en permettant aux stabilisateurs automatiques de fonctionner. Ainsi, le frein à l'endettement suisse permet de concilier la vision classique de David Ricardo qui requiert l'équilibre budgétaire avec une politique macroéconomique keynésienne.
À la suite de l'application du frein à l'endettement, la dette publique a baissé :
- la dette brute consolidée des administrations publiques en pourcentage du produit intérieur brut est passée de 65,8 % en 2003 à 45,6 % en 2013[11],
- le taux d'endettement de la Confédération, des cantons et des communes hors sécurité sociale est passé de 54,3 % en 2003 à 35 % en 2011[12],
- le taux d'endettement de la Confédération est passé de 28,3 % en 2003 à 20,2 % en 2010[13].
- Depuis, plusieurs cantons ont adopté des mécanismes semblables pour gérer leurs budgets[9].